# 세키 토모카즈
세키 토모카즈(일본어: 関 智一, 1972년 9월 8일 ~ )는 일본 도쿄도 고토구 후카가와 출신의 성우이다.

## 출연작

### TV 애니메이션
1993년
- 기동전사 V건담(토마슈 마사리크)

1994년
- 떴다! 럭키맨(천재맨)
- 기동무투전 G건담(도몬 캇슈)
- 가라오케 전사 마이크 지로(나카무라)

1995년
- 신세기 에반게리온(스즈하라 토우지)
- 애천사전설 웨딩피치(이그니스)
- 환상게임(치치리)

1996년
- 기동전함 나데시코(야마다 지로(다이고우지 가이), 시라토리 츠쿠모)
- 천공의 에스카플로네(반 파넬)

1998년
- 이니셜 D(타카하시 케이스케)
- 바이스 크로이츠(켄)
- 카드캡터 사쿠라(키노모토 토우야)

1999년
- 포켓몬스터(켄지)
- GTO(무라이 쿠니오)
- 무한의 리바이어스(오제 이쿠미)

2000년
- 반드레드 (바트 가르사스)
- 인조인간 키카이더 THE ANIMATION(키카이더)
- 더 파이팅(미야타 이치로)

2001년
- 후르츠 바스켓(소마 쿄우)
- 스타오션 EX(애쉬튼 앵커스)
- 지구소녀 아르쥬나(오오지마 토키오)
- 레이브(하루 글로리)
- 기동천사 엔젤릭 레이어(오가타 마사하루)

2002년
- 쵸비츠(신보 히로무)
- 카논(키타카와 쥰)
- 풀 메탈 패닉!(사가라 소스케)
- 기동전사 건담 SEED(이자크 쥴)
- 미래전사 오공(산조)

2003년
- 건그레이브(비욘드 더 그레이브)
- 풀 메탈 패닉 후못후(사가라 소스케)
- 에어 마스터(토키타 신노스케)
- 스트라토스 4(후지타 니케이)

2004년
- 에어리어 88 TV(미키 사이먼)
- 두 사람은 프리큐어 (멧푸루)
- 기동전사 건담 SEED DESTINY(이자크 쥴)
- 음유묵시록 마이네리베(에드발드)
- VIEWTIFUL JOE(뷰티풀 죠)
- 마이 히메(타테 유이치)
- 조이드 퓨저스(알파 리히터)

2005년
- 따끈따끈 베이커리(삐에로 보르네제)
- 풀 메탈 패닉! 더 세컨드 레이드(사가라 소스케)
- 도라에몽(왕비실)
- 두 사람은 프리큐어 Max Heart (멧푸루)
- 후타코이 얼터너티브(후타바 렌타로)

2006년
- 카논 (쿄애니판)(키타카와 쥰)
- 채운국 이야기(자류휘)
- 나나(테라시마 노부오)
- 코요테 래그타임쇼(카타나)
- 꿈의 사도(타치바나 하지메)
- fate/stay night 페이트 스테이 나이트(길가메쉬)

2007년
- 노다메 칸타빌레(치아키 신이치)
- 러키☆스타(아니자와 메이토)

2008년
- 네가 주인이고 집사가 나(우에스기 렌)
- 무한의 주인(만지)
- 노다메 칸타빌레 파리편(치아키 신이치)
- 비밀 - The Top Secret(마키 츠요시)

2009년
- 창천항로(유비)
- 더 파이팅 New Challenger(미야타 이치로)

2010년
- 노다메 칸타빌레 피날레(치아키 신이치)
- Angel Beats!(엔젤 비츠!) [이가라시]
- 전국 바사라 2기(이시다 미츠나리)

2011년
- FAIRY TAIL (럭키)

- Steins;Gate (하시다 이타루 - 통칭: 다루)
- fate/zero 페이트 제로 (길가메쉬-아쳐)
- SKET DANCE (아카타 소지로)

2012년
- 박앵귀 여명록 (이부키 류노스케)
- PSYCHO-PASS (코우가미 신야)
- 소드 아트 온라인 (키바오우)

- Fate / Zero 2nd 시즌 ( 아처 )

2013년
- 이나즈마 일레븐 GO 크로노 스톤 (가루샤 · 울페인)
- 은여우 (아마모토 쇼헤이)
- 사무라이 플라멩코 (하라키리 선샤인)
- 소드 아트 온라인 Extra Edition (키바오우)
- DD 북두의 권 ( 토키 , 클럽, 아미바, 쇼렌)
- 기어 와라! 냐 루코 양 W (하스타 <청년>)
- 시작의 일보 Rising (한국명 : 더 파이팅) (미야타 이치로)
- ONE PIECE 에피소드 오브 메리 ~ 또 하나의 동료의 이야기 ~ (롭 루치)

2014년
- 요괴워치 (위스퍼)
- PSYCHO-PASS 사이코 패스 2 (코가미 신야)
- Fate / stay night [Unlimited Blade Works (길가 메쉬)
- 겁쟁이 페달 GRANDE ROAD (마사미야 에이키치)

2015년
- GANGSTA. (스트라이커)

- 콘크리트 레보루티오 ~ 초인 환상 ~ (클로드)

- Fate / kaleid liner 프리즈 ☆ 이리야 쯔바이 헤르츠! (검은 영령)
- Fate / stay night [Unlimited Blade Works] 2nd 시즌 ( 길가 메쉬 )
- 원 펀맨 (스팅거)
- DD 북두의 권 2 (토키, 아미바)
- 요괴 워치 (휴리 박사, 부찌냥)

2016년
- 재와 환상의 그림갈 (렌지)
- ONE PIECE ~ 하트 오브 골드 ~ (롭 루치)
- 쇼와 겐로쿠 라쿠고 심중 (요타로)
- 달콤달콤 짜릿짜릿 (야기 유스케)
- 노부나가의 시노비 (모리 요시나리, 이마가와 요시모토)
- 요괴워치 (오타켄(오타 켄타로))
- 난바카 (스고로쿠 하지메)

2019년
- 귀멸의 칼날 (시나즈가와 사네미)

### OVA
2002년
- 머나먼 시공 속에서 자양화의 꿈(모리무라 텐마)

2003년
- 머나먼 시공 속에서 2 백룡의 무녀(타이라노 카츠자네)

### 극장판
1996년
- X-엑스-(카무이)

1997년
- 신세기 에반게리온 데스&리버스(스즈하라 토우지)
- 신세기 에반게리온 End of Evangelion(스즈하라 토우지)

2000년
- 극장판 에스카플로네(반 파넬)

2001년
- 극장판 포켓몬스터 세레비 시간을 초월한 만남 (켄지(관철))
- 이누야샤 극장판 1 시대를 넘어선 마음 (메노우마루)

2004년
- 도라에몽 노비타의 완냥시공전 (타쿠)

2006년
- 극장판 도라에몽: 진구의 공룡대탐험 (호네카와 스네오)
- 머나먼 시공 속에서 - 무일야 (모리무라 텐마)

2007년
- 극장판 도라에몽: 진구의 마계 대모험 7인의 마법사 (호네카와 스네오)
- 에반게리온 신극장판:서(스즈하라 토지)

2008년
- 도라에몽 노비타와 초록의 거인전 (호네카와 스네오)

2009년
- 극장판 도라에몽: 신 진구의 우주개척사 (호네카와 스네오)
- 에반게리온 신극장판:파(스즈하라 토지)

2010년
- 페이트 스테이나이트 극장판:ubw(황금의 서번트(길가메슈))
- 극장판 도라에몽: 진구의 인어대해전 (호네카와 스네오)

2011년
- 극장판 도라에몽: 진구와 철인군단 날아라 천사들 (호네카와 스네오)

- 극장판 전국 바사라 -The Last Party-(이시다 미츠나리)

2012년
- 도라에몽 노비타와 기적의 섬 ~ 애니멀 어드벤쳐 ~ ( 호네카와 스네오 예고 나레이션)

2013년
- 영화 프리 큐아 올 스타즈 NewStage2 마음의 친구 ( 멧뿌루 )
- 도라에몽 노비타의 비밀 도구 박물관 ( 호네카와 스네오 괴도 DX)
- Fate / 제로 카페 (아쳐 )

2014년
- 영화 요괴 워치 탄생의 비밀이다 냥! ( 위스퍼 )
- STAND BY ME 도라에몽 ( 호네카와 스네오 )
- 도라에몽 신 노비타의 대마 경 ~ 페코 와 5 인의 탐험대 ~ ( 호네카와 스네오 )

2015년
- 영화 쾌걸 조 로리 빗속의 용사들 ( 미남 문어 )
- 영화 프리 큐어 올 스타즈 봄 카니발 ♪ ( 멧플  )
- 영화 요괴 워치 엔마 대왕과 5 개의 이야기이다 냥! ( 위스퍼)
- 극장판 PSYCHO-PASS 사이코 패스 ( 코가미 신야  )
- 극장판 겁쟁이 페달 (마치미야 에이키치 )
- 도라에몽 노비타의 우주 영웅 기 ( 호네카와 스네오 )

2016년
- 영화 요괴 워치 비행 고래와 더블 세계 대모험이다 냥! ( 위스퍼 )
- KINGS GLAIVE FINAL FANTASY XV (루체 · 나사로 )
- 극장판 도라에몽: 신 진구의 버스 오브 재팬 ( 호네카와 스네오 )
- ONE PIECE FILM GOLD (롭 루치)

2017년
- 극장판 도라에몽: 진구의 남극 꽁꽁 대모험 ( 호네카와 스네오 )

2019년
- 페이트/스테이 나이트 헤븐즈필 제2장 로스트 버터플라이 ( 길가메쉬 )

2020년
- 귀멸의 칼날: 주합회의·나비저택 편 ( 시나즈가와 사네미 )
- 귀멸의 칼날: 나타구모산 편 ( 시나즈가와 사네미 )

2021년
- 극장판 주술회전 0 ( 판다 )

2024년
- 기동전사 건담 SEED FREEDOM ( 이자크 쥴 )

2025년
- 극장판 도라에몽: 진구의 그림이야기 ( 호네카와 스네오 )

### 외화
- 새드무비
- 점퍼(마크)
- 빨간모자의 진실(토끼)

### 게임
1996년
- 루나 실버스타 스토리 (키리)
- 신세기 에반게리온 SS판 (스즈하라 토우지)

1997년
- 신세기 에반게리온 강철의 걸프렌드 (스즈하라 토우지)
- 천외마경 제4의 묵시록 (라이진)
- 신세기 에반게리온 2nd Impression (스즈하라 토우지)
- 슈퍼 로봇 대전F (도몬 캇슈)
- 테일즈 오브 데스티니 PS판 (스탄 엘론)

1998년
- 타락천사 (미부 하이지)
- 제노기어스 (발트(발트로메이 파티마))
- 버닝 레인저 (리드 피닉스)
- 기동전사 건담 기렌의 야망 (서머너 퓨리스)
- 슈퍼 로봇 대전F 완결편 (도몬 캇슈, 스즈하라 토우지)
- 신세기 에반게리온 에바와 유쾌한 동료들 (스즈하라 토우지)
- Etude prologue ~흔들리는 마음의 모습~ Win·SS판 (쿠사나기 슌)
- 슬레이어즈 로얄2 (그레이스)
- 유구환상곡 ensemble (하멧 발로리)
- 에리의 아틀리에 ~잘부르그의 연금술사2~ (노르디스 후버)

1999년
- 봉신영역 엘츠바유 (완전징악 단자이버)
- 트루 러브 스토리2 (키치모토 타케시)
- 디바이스 레인 (히이라기 세이시로)
- 북으로. ~White Illumination~ (사쿄 타츠야)
- 레젠드 오브 드라군 (다트)
- 게이트 키버즈 (카게야마 레이지)

2000년
- 머나먼 시공 속에서 (모리무라 텐마)
- 슈퍼 로봇 대전α (스즈하라 토우지)
- 이터널 알카디아 (바이스)
- 테일즈 오브 더 월드 나리키리 던전2 (스탄 엘론)
- 테일즈 오브 이터니아 (스탄 엘론)

2001년
- Apocripha/0 (사필스 호슨)
- 슈퍼 로봇 대전α for Dreamcast (스즈하라 토우지)
- 머나먼 시공 속에서2 (타이라노 카츠자네)
- 망나니 프린세스 (시온 어스랜드)
- Fragrance Tale (팀)
- 철권 4 (요시미츠)

2002년
- 캡틴 날개 황금 세대의 도전 (오오조라 츠바사)
- 테일즈 오브 팬덤 Vol.1 (스탄 엘론)
- 슈퍼 로봇 대전IMPACT (도몬 캇슈, 다이고우지 가이, 시라토리 츠쿠모)
- 테일즈 오브 더 월드 나리키리 던전2 (스탄 엘론)
- 테일즈 오브 데스티니2 (스탄 엘론)

2003년
- 이니셜D Special Stage (타카하시 케이스케)
- 머나먼 시공 속에서 반상유희 (모리무라 텐마)
- 신세기 에반게리온2 (스즈하라 토우지)
- 신세기 에반게리온 레이 육성계획with아스카 보완계획 PS2판 (스즈하라 토우지)

2004년
- 슈퍼 로봇 대전MX (도몬 캇슈, 스즈하라 토우지)
- 도로로 (주사위 눈의 사부로타)
- 마이네리베 ~우미한 기억~ (에드발드)
- 기동전사 건담SEED 끝나지 않는 내일로 (이자크 쥴)
- 머나먼 시공 속에서3 (미나모토노 쿠로 요시츠네)
- 철권 5 (요시미츠)

2005년
- ONE PIECE 해적 카니발 (로브 루치)
- 기동전사 건담SEED 연합vs.Z.A.F.T. (이자크 쥴)
- 테일즈 오브 더 월드 나리키리 던전3 (스탄 엘론)
- NAMCO x CAPCOM (스탄 엘론, 블랙 베라보)
- Little Aid (니시무라 후미)
- 기동전사 건담SEED 연합vs.Z.A.F.T.II (이자크 쥴)
- 제3차 슈퍼 로봇 대전α 종언의 은하로 (이자크 쥴)
- 기동전사 건담SEED DESTINY GENERATION of C.E. (이자크 쥴)
- 머나먼 시공 속에서3 십육야기 (미나모토노 쿠로 요시츠네)
- 뷰티풀 죠 배틀 카니발 (뷰티풀 죠)
- 슈퍼 로봇 대전MX 포터블 (도몬 캇슈, 스즈하라 토우지)

2006년
- 불꽃의 택배편 (지로)
- 마이네리베II ~긍지와 정의와 사랑~ (에드발드)
- 도라에몽 노비타의 공룡2006 DS (호네카와 스네오)
- 머나먼 시공 속에서3 운명의 미궁 (미나모토노 쿠로 요시츠네)
- Another Century's Episode 2 (도몬 캇슈, 다이고우지 가이, 시라토리 츠쿠모)
- 신세기 에반게리온 강철의 걸프렌드 특별편 (스즈하라 토우지)
- 신세기 에반게리온2 만들어진 세계 -another cases- (스즈하라 토우지)
- 판타지 스타 유니버스 (이산 웨버)
- 머나먼 시공 속에서 무일야 (모리무라 텐마)
- 테일즈 오브 데스티니 PS2판 (스탄 엘론)
- BLEACH Wii 백인 빛나는 윤무곡 (알투로 프라테아드)
- 시클렛 오브 에반게리온 (스즈하라 토우지)
- 테일즈 오브 더 월드 레디언트 마이 솔로지 (스탄 엘론)

2007년
- ONE PIECE 언리미티드 어드벤처 (로브 루치)
- ONE PIECE 기어 스피릿츠 (로브 루치)
- 명탐정 에반게리온 (스즈하라 토우지)
- 건담 무쌍 (도몬 캇슈)
- 도라에몽 노비타의 신 마계 대모험DS (호네카와 스네오)
- 리즈의 아틀리에 ~오르돌의 연금술사~ (크리안 마리프)
- 오딘 스피어 (오닉스)
- Honey Coming (시노자키 마사노리) : 門戸開 명의
- Another Century's Episode 3 THE FINAL (도몬 캇슈, 고우)
- DEAR My SUN!! ~아들★육성★광소곡 (마키 신노스케)
- 소문의 미도리!! 여름색의 스트라이커 (시나가와 토오루)
- 슈퍼 로봇 대전Scramble Commander the 2nd (이자크 쥴)
- 도라에몽Wii 비밀 도구왕 결정전! (호네카와 스네오)
- 철권 6 (요시미츠)

2008년
- 소닉 언리쉬드(소닉 더 웨어호그)
- 여신전생 페르소나 4(타츠미 칸지)

- 러키☆스타 ~료오학원 앵등제~ (아니자와 메이토)
- 기동전사 건담 건담VS.건담 (도몬 캇슈)
- 도라에몽 노비타와 초록의 거인전DS (호네카와 스네오)

2009년
- Steins;Gate (하시다 이타루 - 통칭: 다루)

2010년
- 전국 바사라 3 (이시다 미츠나리)

2011년
- 철권 태그 토너먼트 2 (요시미츠)

2015년
- 철권 7 (요시미츠)
- PSYCHO-PASS 사이코 패스 선택없는 행복 ( 코가미 신야  )
- Fate / Grand Order (길가 메쉬 볼프강 아마데우스 모차르트)

2016년
- 그랑 블루 판타지 (스탠 에일러론)
- 테일즈 오브 아스타리아 ( 스탠 에일러론)
- 박 앵귀 신카이(이부키 류노스케  )
- Fate / EXTELLA ( 길가 메쉬)

### 인터넷
2006년
- 아유마유 극장(고우다 죠지)

## 더빙
※더빙작의 경우 정확한 방송연도를 알아내기 힘들어 제작국의 제작연도로 대체함

### 한국 애니메이션
2001년
- 가이스터즈(딘 호너스)

### 영화
- 화산고 - (김경수)

#### 배우
- 차태현 전담
  - 연애 소설 ( 환 )
  - 너에게 바친다 첫사랑 ( 송태일 )
  - 새드 무비 (정하석)
  - 복면 달호 ~ 엔카의 꽃길 ~ ( 봉 달호 )
  - 나의 세계의 중심은 너다. ( 수호 )
  - 엽기적인 그녀 ( 견우 )

## 기타 정보
- 일본에서 열린 팬 사인회에서 사인을 요청한 한국 여성팬에게 ‘기미가요’라는 단어를 적어준 사실이 여성팬의 블로그를 통해 알려지면서 그 저의를 놓고 파장이 일어났다.논란이 커지자, 소속사를 통해 의도없는 즉흥적 행동이었다는 공식 사과문이 팬클럽 홈페이지에 게재된 적이 있다. 일명 세키토모 기미가요 사건이라고 부른다.[1] (각주 링크에 가보면 그 당시 내한행사(제이드보이스) 전, 후로 공식 사과도 했다.)
- 2014年 4月 30日 이벤트에서 만난 라쿠고가(일본전통 만담공연) 타치카와 시라의 제자로 입문. (링크의 제자 목록에서 확인가능.)